# Selçikler, Sivaslı
Selçikler là một xã thuộc huyện Sivaslı, tỉnh Uşak, Thổ Nhĩ Kỳ. Dân số thời điểm năm 2010 là 2023 người.